# CCL19
La chemochina CCL 19 è una proteina che negli esseri umani è codificata dal gene CCL19.
Questo gene è uno di numerosi geni localizzati sul braccio corto del cromosoma 9 che codificano per il cluster delle citochine CC.

Le citochine sono una famiglia di proteine che vengono secrete e coinvolte nei processi infiammatori ed immunoregolatori.
Le citochine CC sono proteine caratterizzate da due cisteine adiacenti. La citochina codificata da questo gene può giocare un ruolo nel normale ricircolo dei linfociti.
Essa svolge anche un ruolo importante nel movimento delle cellule T nel timo e nella migrazione delle cellule T e delle cellule B negli organi linfatici secondari.

La chemochina CCL 19 si lega in modo specifico al recettore per le chemochine CCR7.
La chemochina ligando 19 (CCL19) è una piccola citochina appartenente alla famiglia delle chemochine CC che è nota anche come chemochina ligando EBI1 (ELC) e proteina macrofagica infiammatoria 3-beta (MIP-3-beta). CCL19 è espressa abbondantemente nel timo e nei linfonodi, mentre i suoi livelli nella trachea e nel colon sono moderati, decisamente più bassi nello stomaco, nel piccolo intestino, nel polmone, nel rene e nella milza.

Il gene per il CCL19 si trova localizzato sul cromosoma 9 umano.

Questo chemochina provoca i suoi effetti sulle sue cellule bersaglio legandosi al recettore della chemochina chiamato CCR7. CCL19 si dimostra in grado di attirare alcune cellule del sistema immunitario, comprese le cellule dendritiche e l'antigene legato alle cellule B, e le cellule T della memoria CCR7 +.